# Lijst van rollenspellen
Dit is een alfabetische lijst van rollenspellen. Het gaat hier om spellen die met pen, papier en dobbelstenen worden gespeeld, niet om computer role-playing games of live action role-playing games.

## 0-9
- 7th Sea
- 2300AD
- 9dragons
- 2moons

## A
- Aberrant
- Aliens Roleplaying Game
- All Flesh Must Be Eaten
- Alternity
- Amazing Engine
- Amber
- Arcanum: Of Steamworks and Magick Obscura
- Ars Magica

## B
- Babylon 5 (d20 System)
- The Babylon Project
- Battlelords of the 23rd Century
- Big Eyes, Small Mouth
- Blue Planet
- Boot Hill
- Bram Stoker's Dracula
- Brave New World
- Buffy the Vampire Slayer
- Bureau 13: Stalking the Night Fantastic
- Bushido

## C
- Cabal
- Cadillacs and Dinosaurs
- Cadwallon
- Call of Cthulhu: H.P. Lovecraft's Horror-RPG
- Castle Falkenstein
- Chainmail
- Champions
- Changeling: the Dreaming
- Chill
- Chivalry & Sorcery
- Conspiracy X
- CORPS
- Cyberpunk/Cyberpunk 2020/Cyberpunk V.3
  - Cybergeneration
- Cyberspace
- Cruise around the world

## D
- Demnia (forum based rpg)
- Dangerous Journeys
- Dark Conspiracy
- Dark Continent
- The Dark Eye, Das Schwarze Auge
- Dark-Future
- DC Heroes
- Deadlands (d20 System)
  - Deadlands: Hell on Earth
  - Deadlands: Lost Colony
- Doctor Who
- Dogs in the Vineyard
- Dragonlance Fifth Age
- Dragonraid
- Dragon Storm
- Dune: Chronicles of the Imperium
- Dungeons & Dragons (d20 System)

## E
- Earthdawn
- Elric!
- EverQuest
- Everway
- Exalted

## F
- Fading Suns
- Farscape (d20 System)
- Fate
- Feng Shui
- Fiasco
- Fireborn
- Forgotten Futures
- FUDGE
- Fuzion
  - Armored Trooper VOTOMS
  - Bubblegum Crisis
  - Champions
  - Dragonball Z
  - Sengoku
  - Usagi Yojimbo

## G
- Gamma World
- Gladiator Game
- Gear Krieg
- Gemini
- Guns And Roses - RPG
- GURPS
- Grimbald
- Grand Theft Auto

## H
- HackMaster
- Harnmaster
- Heavy Gear
- Hercules and Xena
- HERO System
- Heroes Unlimited
- HOL: Human Occupied Landfill
- Hollyworld
- Hong Kong Action Theatre!
- How to Host a Murder
- Hunter: the Reckoning

## I
- In Nomine
- InSpectres
- It Came From the Late, Late, Late Show

## J
- James Bond 007
- Jovian Chronicles

## K
- Kobolds Ate My Baby!
- Kult
- knight online

## L
- Lasers & Feelings
- Legend of the Five Rings (d20 System)
- Legionnaire: The Renegade Legion
- Lejendary Adventures
- Living Steel
- The Lord of the Rings
- Lost Souls

## M
- Macho Women With Guns
- Mage: the Ascension
- Mage: the Awakening
- Macross II
- Marvel Super Heroes
- MasterBook
- MechWarrior (BattleTech-rollenspel)
- Mekton
  - Mekton II
  - Mekton Zeta
- Merc
- Middle-Earth Role Playing
- Midgard
- Millennium's End
- Monsters & Magiërs
- The Morrow Project
- Mutant Chronicles
- My Life with Master

## N
- Nephilim
- Ninjas and Superspies
- No Fear of Heights

## O
- Oog des Meesters
- Orkworld
- Orpheus
- Over the Edge
- Outbreak: Undead
- Outbreak: Deep Space

## P
- Paranoia
- Pathfinder 1E
- Pathfinder 2E
- Pendragon
- Prime Directive
- Principia Malefex
- PsiWorld
- Puppetland

## Q
- Queeste

## R
- Recon
- Red Dwarf: The Roleplaying Game
- Rifts
- Robotech
- Rolemaster
- Rune
- RuneQuest

## S
- Schimmen & Schaduwen
- Das Schwarze Auge (The Dark Eye, Oog des Meesters, enz.)
- Shadowrun
- Shatterzone
- Skyrealms of Jorune
- SLA Industries
- Slaine (rollenspel)
- Sorcerer
- Space: 1889
- Star Wars role-playing game
- Star Trek

## T
- Tales from the Floating Vagabond
- Tales of Phantasia
- Tales of Symphonia
- Talislanta
- Teenage Mutant Ninja Turtles & Other Strangeness
- The datingshow
- Tibia
- TimeLords
- Toon
- Top Secret
- Torg
- Traveller
- Trollbabe
- Tunnels & Trolls
- TWERPS
- Twilight: 2000
- The Guild 2
- De Tijdverdrijver

## U
- Underground
- Underworld
- Universalis
- Unknown Armies

## V
- Vampire: the Dark Ages
- Vampire: The Masquerade
- Vampire: the Requiem
- Violence: The Roleplaying Game of Egregious and Repulsive Bloodshed
- Vreemde Tijden
- Vampierenbloed

## W
- Weerwolven van Wakkerdam
- Whispering Vault
- WitchCraft
- World of Darkness
  - Changeling: The Dreaming
  - Hunter: The Reckoning
  - Mage: The Ascension
  - Mage: The Awakening
  - Vampire: The Dark Ages
  - Vampire: The Masquerade
  - Vampire: The Requiem
  - Warrior Cats NL
  - Werewolf: The Apocalypse
  - Werewolf: The Forsaken
  - Wraith: The Oblivion
  - Wraith: The Great War
- World of Fantasy
- Warhammer Fantasy Roleplay

## Z
- Zweinstein Aftermath